# Salnié Toundry
Le Salnié Toundry (en russe : Сальные Тундры, Salnié Toundri) est une chaîne de montagnes qui s'étend dans l'oblast de Mourmansk, en Russie lapone. Elle se situe dans l'ouest de l'oblast, et son point culminant est le mont Elgoras avec 997 mètres d'altitude.  